# Winden im Elztal
Winden im Elztal ist eine Gemeinde im Landkreis Emmendingen in Baden-Württemberg.

## Geografie

### Lage
Die Gemeinde Winden mit ihren beiden Ortsteilen Niederwinden und Oberwinden liegt im Elztal, ca. 25 km nordöstlich von Freiburg im Breisgau entfernt. Winden ist am Fuße des Hörnleberges zwischen Gutach und Elzach im Elztal gelegen. Nachbargemeinden von Winden sind Elzach im Norden und Osten, Simonswald im Südosten sowie Gutach im Westen. Der Tafelbühl ist mit 1084 m ü. NHN die höchste Erhebung der Gemeinde Winden.

### Gemeindegliederung
Zur Gemeinde Winden im Elztal, bestehend aus den ehemaligen Gemeinden Niederwinden und Oberwinden, gehören 24 Dörfer, Weiler, Zinken, Höfe und Häuser. Zur ehemaligen Gemeinde Niederwinden gehören das Dorf Niederwinden, der Weiler Vorderschwangen und die Höfe Dürrenberg, Hillers(s)berg, Hinterschwangen, Mooshof und Reschhöfe. Zur ehemaligen Gemeinde Oberwinden gehören das Dorf Oberwinden, die Weiler Allmend, Am Brand (Dobel), Am Brand (Wanne), Grün (mit Oberwinden zusammengewachsen), Lehen, Reschenberg und Staude, die Zinken Halden und Rüttlersberg, die Höfe Braunhöfe, Ensenberg, Erzenbach und Merklehof und die Wohnplätze Dobelberg, Neudorf, Butterloch (ehem. Im Wiesengrund) und Ziegelhütte.

### Wappen
|  | - Oberwinden - Niederwinden |

## Geschichte

### Bis zum 19. Jahrhundert
In einer Urkunde des Papstes Alexander III. aus dem Jahre 1178 sind die Orte „wineden inferius et superius“, Niederwinden und Oberwinden, erstmals als Besitz des Waldkircher Klosters St. Margarethen erwähnt. Durch den Verkauf Niederwindens wurden die beiden Ortsteile im Jahre 1293 voneinander getrennt. 1316 kam Oberwinden in den Besitz der Schwarzenberger auf der Kastelburg. 1567 wurde Niederwinden österreichisch und gehörte dort zur Landgrafschaft Breisgau, später Oberamt Breisgau, in Vorderösterreich. 1805 kamen beide Orte zum Großherzogtum Baden.

### Gemeindefusion
Am 1. Januar 1975 wurden die beiden Gemeinden durch die Gemeindereform zur Gemeinde Winden im Elztal vereint.

### Einwohnerentwicklung
| Jahr | Oberwinden | Niederwinden |
| ---- | ---------- | ------------ |
| 1871 | 982        | 507          |
| 1961 | 1268       | 875          |
| 1970 | 1462       | 999          |
| 1974 | 1527       | 1007         |
| 2000 | 1625       | 1130         |
| 2006 | 1644       | 1218         |
| 2007 | 1642       | 1213         |
| 2012 | 1596       | 1225         |

| Jahr | Einwohner |
| ---- | --------- |
| 1871 | 1489      |
| 1961 | 2143      |
| 1991 | 2612      |
| 1995 | 2696      |
| 2000 | 2755      |
| 2005 | 2869      |
| 2010 | 2828      |
| 2015 | 2860      |

## Politik

### Gemeinderat
Der Gemeinderat besteht aus den gewählten ehrenamtlichen Gemeinderäten und dem Bürgermeister als Vorsitzendem. Der Bürgermeister ist im Gemeinderat stimmberechtigt. Der Gemeinderat in Winden im Elztal hat 12 Mitglieder.
Die Kommunalwahl am 9. Juni 2024 führte zu folgendem vorläufigen Endergebnis (mit Vergleichszahlen der beiden vorigen Wahlen):
| Parteien und Wählergemeinschaften | Parteien und Wählergemeinschaften           | % 2024  | Sitze 2024 |        | % 2019 | Sitze 2019 | % 2014 | Sitze 2014 | Kommunalwahl 2024 %403020100 37,6 %34,2 %28,2 % CDUSPDFWGewinne und Verlusteim Vergleich zu 2019 %p 4 2 0 −2 −4−3,3 %p+0,4 %p+2,9 %pCDUSPDFW |
| CDU                               | Christlich Demokratische Union Deutschlands | 37,6    | 5          | 40,9   | 5      | 42,2       | 5      |            | Kommunalwahl 2024 %403020100 37,6 %34,2 %28,2 % CDUSPDFWGewinne und Verlusteim Vergleich zu 2019 %p 4 2 0 −2 −4−3,3 %p+0,4 %p+2,9 %pCDUSPDFW |
| SPD                               | Sozialdemokratische Partei Deutschlands     | 34,2    | 4          | 33,8   | 4      | 33,7       | 4      |            | Kommunalwahl 2024 %403020100 37,6 %34,2 %28,2 % CDUSPDFWGewinne und Verlusteim Vergleich zu 2019 %p 4 2 0 −2 −4−3,3 %p+0,4 %p+2,9 %pCDUSPDFW |
| FW                                | Freie Wähler Winden                         | 28,2    | 3          | 25,3   | 3      | 24,1       | 3      |            | Kommunalwahl 2024 %403020100 37,6 %34,2 %28,2 % CDUSPDFWGewinne und Verlusteim Vergleich zu 2019 %p 4 2 0 −2 −4−3,3 %p+0,4 %p+2,9 %pCDUSPDFW |
| Gesamt                            | Gesamt                                      | 100     | 12         | 100    | 12     | 100        | 12     |            | Kommunalwahl 2024 %403020100 37,6 %34,2 %28,2 % CDUSPDFWGewinne und Verlusteim Vergleich zu 2019 %p 4 2 0 −2 −4−3,3 %p+0,4 %p+2,9 %pCDUSPDFW |
| Wahlbeteiligung                   | Wahlbeteiligung                             | 70,61 % | 70,61 %    | 65,4 % | 65,4 % | 53,2 %     | 53,2 % |            | Kommunalwahl 2024 %403020100 37,6 %34,2 %28,2 % CDUSPDFWGewinne und Verlusteim Vergleich zu 2019 %p 4 2 0 −2 −4−3,3 %p+0,4 %p+2,9 %pCDUSPDFW |

### Bürgermeister
Bürgermeister der Gemeinde ist seit 2015 Klaus Hämmerle (parteilos). Bei der Bürgermeisterwahl 2015 wurde er mit 52,7 Prozent der Stimmen gewählt. Bei der Bürgermeisterwahl 2023 wurde er mit 96,4 Prozent der Stimmen für eine zweite Amtszeit wiedergewählt.

## Wirtschaft und Infrastruktur

### Verkehr
Winden ist über die Bundesstraße 294 an das überregionale Straßennetz angebunden. Auf der Elztalbahn (Denzlingen–Elzach) verkehrt die Breisgau-S-Bahn mit je einem Haltepunkt in den beiden Ortsteilen Windens. Seit 2001 waren sie im Stundentakt bedient worden, ehe die 2021 abgeschlossene Elektrifizierung und Modernisierung der Bahnstrecke es ermöglichte, in der Hauptverkehrszeit einen Halbstundentakt anzubieten.
Mit dem Bau einer Ortsumgehung für Winden im Elztal wurde im November 2015 begonnen. Damals wurde mit einer Bauzeit von zwei Jahren für die Umgehungsstraße des Ortsteils Niederwinden gerechnet sowie sechs Jahren für den Ortsteil Oberwinden, wo ein mehrere hundert Meter langer Tunnel gebaut wird. Die Bundesstraße wurde bei Niederwinden nach südöstlich (bergwärts zum Hörnleberg) der Elztalbahn verlegt, was zwei Bahnbrücken erforderlich machte. Zur selben Zeit wurde die Elztalbahn elektrifiziert. Außerdem wurden zwei Wege über die Bundesstraße überführt und eine Brücke über die Elz gebaut.
Die Bauarbeiten verzögerten sich, sodass die neue Anschlussstelle West bei Niederwinden erst im Sommer 2019 fertiggestellt wurde. Die Freigabe der Umfahrung Niederwinden erfolgte im September 2020. Im September 2019 begann mit dem Tunnelanstich für den 881 Meter langen Brandbergtunnel die nächste Phase der Bauarbeiten. Im Juni 2021 erwartete die Bauleitung, dass der Verkehr „im ersten Halbjahr 2024 durch den Tunnel fließen“ wird. Der Brandbergtunnel wurde am 2. September 2024 für den Verkehr freigegeben.
Durch eine Alltagsroute aus dem Radnetz Baden-Württemberg ist Winden über Gutach im Breisgau mit Waldkirch und in der anderen Richtung mit Elzach verbunden. Es fehlt noch die Weiterführung ("Zielnetz") nach Haslach im Kinzigtal.

### Bildung
In Oberwinden besteht eine Hauptschule mit Werkrealschule, in Niederwinden eine Grundschule. Daneben gibt es in beiden Ortsteilen je einen Kindergarten.

## Kultur und Sehenswürdigkeiten

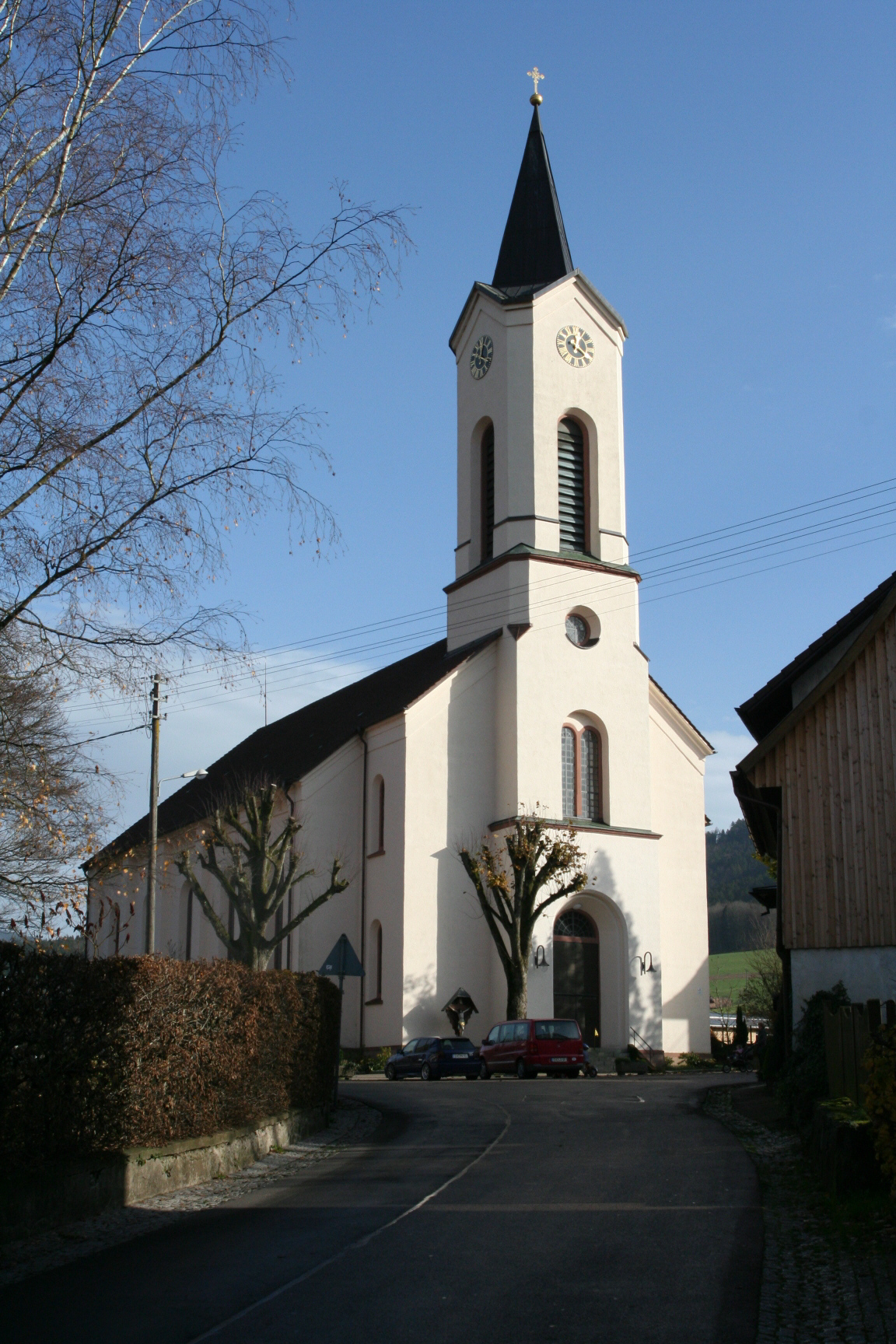
St. Stephan in Oberwinden

### Musik
Im Jahre 1880 entschlossen sich 12 begeisterte Musiker, die Musikkapelle Oberwinden zu gründen. Auftritte fanden vor allem bei kirchlichen Anlässen und besonderen Ereignissen in der Gemeinde statt.
Bereits 1928 bildeten Jungmusiker der Kapelle eine Abordnung, die aus eigenem Interesse auch öffentliche Veranstaltungen mit Erfolg bestritten.
Während beider Weltkriege ruhte zwar die aktive Tätigkeit der Kapelle, das Zusammengehörigkeitsgefühl der Mitglieder und ihre Liebe zur Musik konnten jedoch nicht zerstört werden. Schon 1947 begannen 16 Musiker wieder mit dem Musizieren und viele folgten ihrem Beispiel. Im Jahre 1964 (-1975) gingen die „Elztäler Dorfmusikanten“, die anfänglich vor allem bei vereinsinternen Veranstaltungen spielten, aus der Kapelle hervor. Ihr Name und ihre volkstümlichen Weisen waren schon bald über die örtlichen Grenzen hinaus bekannt.

### Bauwerke
- Die Pfarrkirche St. Stephan in Oberwinden gehört zu den späten Schöpfungen des Weinbrenner-Schülers Hans Voß. Sie wurde zwischen 1835 und 1842 erbaut.
- Die Pfarrkirche St. Leonhard in Niederwinden hat Vorgängerbauten aus dem 11. und 13. Jahrhundert, von denen Mauerreste bei Ausgrabungen im Jahre 1978 gefunden wurden. Bereits für das Jahr 1178 ist an dieser Stelle eine Kirche belegt. Sie war 1278 eine Filiale der Waldkircher Martinskirche. Im Dreißigjährigen Krieg wurde die Kirche teilweise zerstört – nur die Sakristei und der gotische Chorbogen sind heute noch erhalten. Die jahrzehntelange sehr dürftige Ausstattung änderte sich, als der um 1760 geschaffene barocke Hochaltar aus dem 1806 aufgelösten Kloster Tennenbach nach Niederwinden gebracht wurde. Von 1978 bis 1980 wurde die Kirche St. Leonhard von Grund auf restauriert.

### Sport
Der größte Windener Sportverein ist der Fußballverein Sportfreunde Winden. Die 1. Mannschaft der SF Winden spielt in der Kreisliga A1. Die Damenmannschaft spielt als SG Winden/Simonswald in der Landesliga.

### Regelmäßige Veranstaltungen
- Immer am ersten Samstag im Dezember lädt die Musikkapelle Oberwinden zu ihrem Jahreskonzert ein.
- Jedes Jahr am 2. Weihnachtsfeiertag (Stefanitag) findet ein Laientheater in der Mehrzweckhalle in Oberwinden statt.
- In Winden sind zwei Narrenzünfte beheimatet. Vier Wochen nach dem Fasnachtssonntag findet in Ober- und Niederwinden das traditionelle Scheibenschlagen statt.

## Persönlichkeiten
- Anton Beck (1805–1876), geboren in Oberwinden, badischer Oberamtmann, Mitglied der Badischen Ständeversammlung
- Augustin Schuldis (1891–1954), geboren in Oberwinden, katholischer Priester